# 蒋陵

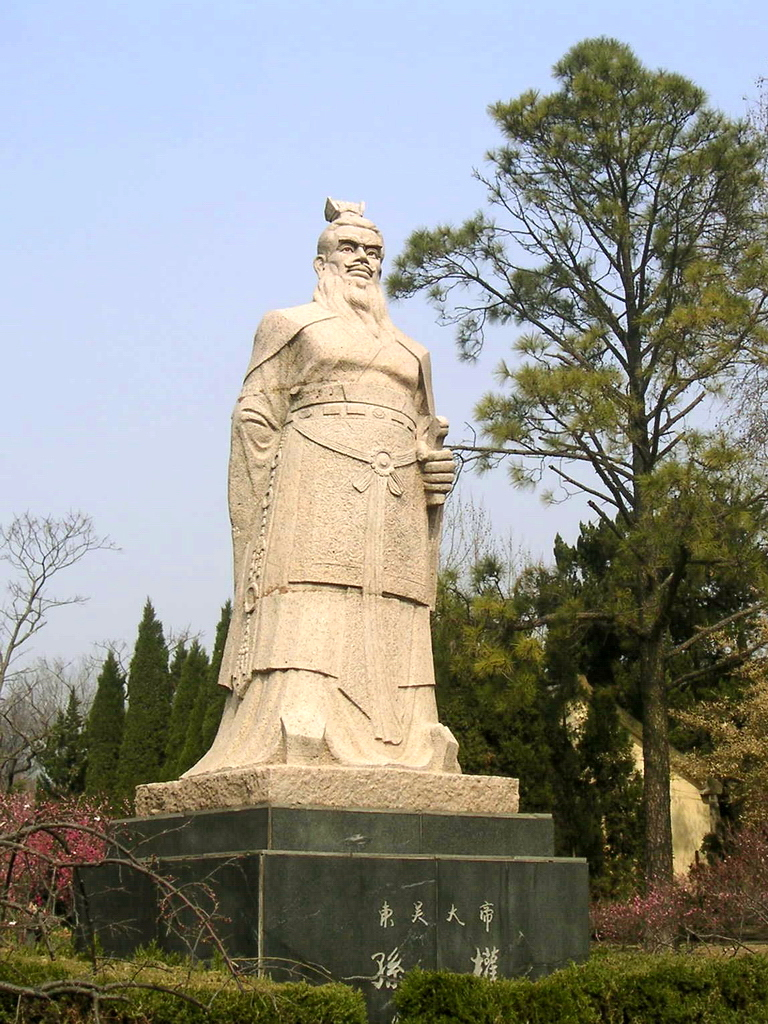
梅花山下的孙权像

蒋陵，又名吴王坟、孙陵岗、孙权墓，是三国时东吴开国皇帝孙权和皇后潘淑的合葬陵寝，位于南京东郊紫金山南麓的梅花山（原名孙陵岗），与明孝陵相望，是南京地区最早的一座六朝皇家陵墓。

## 介绍

東吳大帝孫權紀念館

蒋陵遗址在明孝陵的梅花山内。仅存一个石碑、一座石桥、一个注释牌和一座石像。《三国志》记载：“夏四月，权薨，时年七十一，谥曰大皇帝。秋七月，葬蒋陵”。
孙陵岗合葬有孙权的皇后潘氏，夫人步氏和宣太子孙登也葬在孙陵附近，被称为步夫人墩和宣明太子坟。

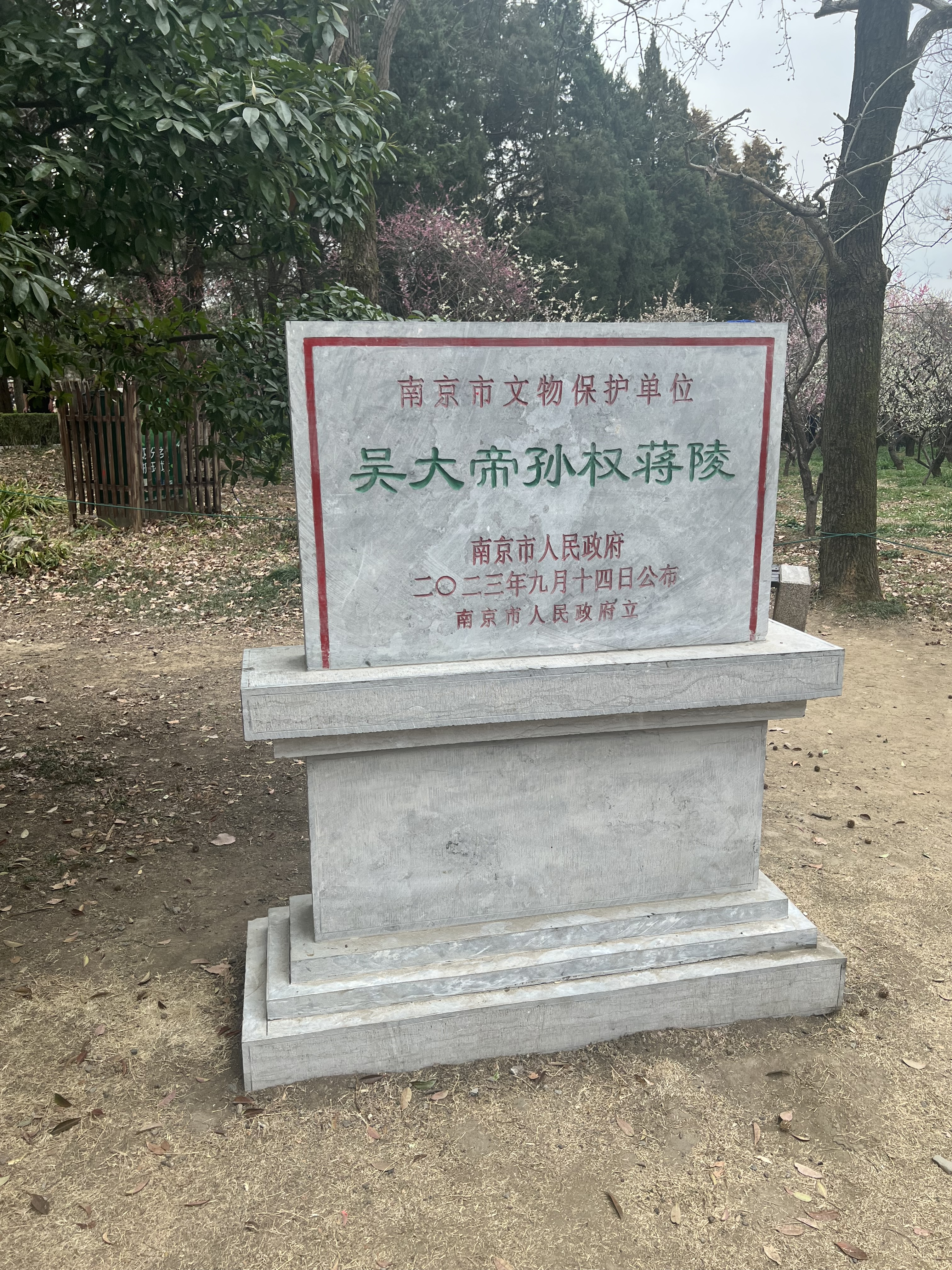
吴大帝孙权蒋陵

1957年，孙权墓被公布为江苏省文物保护单位，1982年因损毁严重而被撤销，同年复被公布为南京市文物保护单位。保护范围为“包括梅花山，以现状道路为界”。因有专家学者反映“孙权墓”定名不规范，2023年9月，经南京市文旅局报请南京市人民政府，将文保单位的名称更改为“吴大帝孙权蒋陵”。